# Leucocelis abessinica
Leucocelis abessinica är en skalbaggsart som beskrevs av Moser 1913. Leucocelis abessinica ingår i släktet Leucocelis och familjen Cetoniidae. Utöver nominatformen finns också underarten L. a. borana.